# Valle de Juárez
Valle de Juárez es una localidad del estado mexicano de Jalisco. Es cabecera del municipio de Valle de Juárez.

## Demografía
| Gráfica de evolución demográfica |
|                                  |

| Censo | Población |
| ----- | --------- |
| 1900  | 1 499     |
| 1910  | 1 409     |
| 1921  | 1 081     |
| 1930  | 1 029     |
| 1940  | 1 060     |
| 1950  | 1 497     |
| 1960  | 3 860     |
| 1970  | 2 298     |
| 1980  | 3 344     |
| 1990  | 3 266     |
| 2000  | 3 814     |
| 2010  | 4 006     |
| 2020  | 4 418     |